# خیلی خوب (آلبوم زارا لارسن)
خیلی خوب (به انگلیسی: So Good) دومین آلبوم استودیویی از خوانندهٔ سوئدی زارا لارسن می‌باشد که در ۱۷ مارس سال ۲۰۱۷ از سوی تن موزیک گروپ و اپیک رکوردز منتشر گردید. این آلبوم نخستین آلبوم لارسن پس از نزدیک به سه سال می‌باشد که به‌دنبال نخستین آلبوم وی تحت عنوان ۱ (۲۰۱۴) آمده‌است و همچنین اولین آلبوم او نیز است که به‌صورت بین‌المللی منتشر شد. جلسات ضبط این آلبوم با حضور چند تهیه‌کننده در سال ۲۰۱۵ آغاز شد و اوایل سال ۲۰۱۷ به پایان رسید. در این آلبوم، هنرمندانی نظیر رپر تای دولا ساین و خوانندگان ام‌ان‌ئی‌کی و ویزکید به‌عنوان مهمان حضور دارند.